# Grumman XP-50
El Grumman XP-50 fue un desarrollo basado en tierra del caza embarcado F5F-1 Skyrocket creado por Grumman para competir en un requerimiento de un interceptor pesado bimotor para el Cuerpo Aéreo del Ejército de los Estados Unidos (USAAC). El USAAC pidió un prototipo el 25 de noviembre de 1939 y lo designó XP-50, pero perdió la competición contra el XP-38 (posteriormente P-38 Lightning).

## Diseño y desarrollo
Primeramente llamado Design 34, y posteriormente designado G-46 por el fabricante, el diseño entró en la competición junto a las propuestas de Bell, Brewster, Curtiss y Vought. El diseño del XP-50 era similar al del XF5F-1, aunque los ingenieros de Grumman habían modificado la parte delantera del fuselaje para que pudiese alojar la rueda delantera del tren de aterrizaje triciclo. Además, le instalaron blindaje a la cabina del piloto y depósitos de combustible autosellantes. El armamento planeado consistía en 2 cañones de 20 mm y dos ametralladoras de 12,7 mm (.50).

### Pruebas
El primer y último vuelo del XP-50 tuvo lugar el 14 de mayo de 1941, cuando a raíz de una explosión en el turbo-sobrealimentador, el avión resultó destruido. 
Basándose en la experiencia adquirida con el XF5F-1 y en el XP-50, Grumman comenzó a trabajar en un caza más avanzado, denominado modelo G-51. Obviamente, el AAC decidió reemplazar el XP-50 por el nuevo y avanzado diseño, recomendando la adquisición de dos G-51, designados XP-65, utilizando el presupuesto asignado originalmente para el desarrollo del XP-50. En su momento se pensó en unificar los requisitos de las USAAF con los de la Armada de los Estados Unidos para obtener un diseño común, pero el peso y las penalidades en las prestaciones producidas por los diferentes requisitos fueron considerados lo suficientemente importantes para decidir que se necesitaban dos diseños diferentes (hubo que esperar más de 50 años para que la Fuerza Aérea y la Armada de los Estados Unidos pudiesen unificar requisitos y desarrollar un diseño de caza en común, el F-35). Dado que la Armada estadounidense consideraba a Grumman como uno de sus principales proveedores, y que la producción de dos aviones diferentes iba a impedir a Grumman entregar los aviones que la Armada tanto necesitaba (debido a la Segunda Guerra Mundial), se decidió que el desarrollo del Grumman F7F Tigercat fuese continuado, y que el desarrollo paralelo del XP-65 fuese abandonado.

## Variantes
G-46
Designación interna de la compañía para el XP-50.
XP-50
Versión del XF5F Skyrocket para el Cuerpo Aéreo del Ejército de los Estados Unidos con dos motores Wright R-1820-67/69 de 895 kW (1200 hp). Uno construido.
G-51
Designación interna de la compañía para el XP-65 y la versión embarcada, el F7F Tigercat.
XP-65
Versión mejorada del XP-50 con dos motores R-2600-10. Sólo proyecto, ninguno construido.

## Operadores
Estados Unidos
- Cuerpo Aéreo del Ejército de los Estados Unidos

## Especificaciones (XP-50, estimadas)

### Características generales
- Tripulación: Uno (piloto)
- Longitud: 9,7 m (31,9 ft)
- Envergadura: 12,8 m (42 ft)
- Altura: 3,7 m (12 ft)
- Superficie alar: 28,2 m² (304 ft²)
- Peso vacío: 3770 kg (8309,1 lb)
- Peso cargado: 4790 kg (10 557,2 lb)
- Peso máximo al despegue: 5925 kg (13 058,7 lb)
- Planta motriz: 2× motor radial de 9 cilindros refrigerado por aire Wright R-1820-67/69.
  - Potencia: 895 kW (1234 HP; 1217 CV) cada uno.

### Rendimiento
- Velocidad máxima operativa (Vno): 680 km/h (423 MPH; 367 kt) a 7620 m (25 000 pies)
- Alcance: 2010 km (1085 nmi; 1249 mi)
- Techo de vuelo: 12 190 m (39 993 ft)

### Armamento
- Ametralladoras: 

  - 2 de 12,7 mm (.50)

- Cañones: 

  - 2 de 20 mm
- Bombas: 

  - 2 de 45 kg (100 lb)

## Aeronaves relacionadas

### Desarrollos relacionados
- XF5F Skyrocket
- F7F Tigercat

### Aeronaves similares
- Focke-Wulf Fw 187
- Lockheed P-38 Lightning
- SNCASE SE.100
- IMAM Ro.57
- Kawasaki Ki-45-II
- Nakajima J1N
- PZL.38 Wilk
- Gloster F.9/37
- Westland Whirlwind
- Mikoyan-Gurevich DIS
- Tairov Ta-3

### Secuencias de designación
- Secuencia G-_ (interna de Grumman): ← G-43 - G-44 - G-45 - G-46 - G-47 - G-48 - G-49 - G-50 - G-51 - G-52 - G-53 - G-54→
- Secuencia P-_ (Cazas (Pursuit) del USAAC/USAAF/USAF, 1924-1962): ← P-47 - XP-48 - XP-49 - XP-50 - P-51 - XP-52 - P-53 -- XP-62 - P-63 - P-64 - P-65 - P-66 - XP-67 - XP-68 →